# John Bellers
John Bellers (* 1654 in London; † 8. Februar 1725) war ein englischer Quäker, Ökonom und Sozialreformer.

## Leben
Bellers entstammte einer Landadelsfamilie aus Alcester in Warwickshire, sein Vater Francis war 1650 allerdings nach London übergesiedelt, hatte dort Mary Read geheiratet und einen Lebensmittelladen eröffnet. 1662 trat die Familie zum Quäkertum über, wo Francis Bellers bald eine Führungsposition übernahm. Diese ging wenige Jahre nach dem Tod des Vaters im Jahr 1671 auf John Bellers über. Von 1677 an war er für die Armenversorgung innerhalb der Quäkergemeinde verantwortlich. In den 1670er Jahren wurde er Mitglied der Royal Society.

## Wirken
Bellers war ein Zeitgenosse des George Fox und William Penn und plädierte für ein „College of Industry“ als genossenschaftlicher Erziehungsstätte für arbeitslose Arme. Sein umfangreiches Essaywerk befasst sich vor allem mit der Armenfürsorge, der Erziehung, der Betreuung von Gefangenen und dem Gesundheitswesen.
Darüber hinaus setzte Bellers sich auch mit der zwischenstaatlichen Politik auseinander. Entsprechend der pazifistischen Grundhaltung der Quäker suchte er dabei Lösungen, die Kriege zwischen den Staaten vermeiden sollten. Unter Bezug auf Penns Ansatz und Sullys Grand Dessein schlug er 1710 vor, Europa unter Beibehaltung der bisherigen Staatsgrenzen in 100 Kantone aufzuteilen, die jeweils einen Delegierten ins europäische Parlament senden sollten. Dabei hat er auch als erster die Aufstellung einer internationalen Streitmacht unter dem Befehl dieses Parlaments vorgeschlagen. Zudem schlug Bellers in diesem Werk die Einrichtung eines internationalen Gerichtshofs vor.
Eduard Bernstein beanspruchte 1919, Bellers als erster wiederentdeckt zu haben. Bellers war jedoch schon von Karl Marx mehrfach in Das Kapital erwähnt worden und Robert Owen hatte einer seiner Schriften Nachdrucke von einem Essay Bellers' beilegen lassen.

## Veröffentlichungen (Auswahl)
- Essays about the poor, manufactures, trade, plantations, & immorality and of the excellency and divinity of inward light, demonstrated from the attributes of God and the nature of mans soul, as well as from the testimony of the Holy Scriptures
- Some Reasons for an European State proposed to the Powers of Europe, 1710
- An Essay towards the improvement of Physick
- Proposals for Raising a Colledge of Industry of all Useful Trades and Husbandry; 1695[3]
- Some Reasons for an European State, Proposed to the Powers of Europe, by an Universal Guarantee, and an Annual Congress, Senate, Dyet, or Parliament; 1710